# Najazd turecki na Siedmiogród
Najazd turecki na Siedmiogród miał miejsce w roku 1438.
W roku 1438 sułtan turecki Murad II starając się wykorzystać obecność sił cesarskich Alberta Habsburga w Czechach, postanowił uderzyć na Węgry. Z powodu roztopów i wystąpienia rzek na południu kraju, sułtan prowadzący ze sobą 80 000 ludzi zdecydował się zawrócić na wschód i uderzyć na Siedmiogród. Trwająca dwa miesiące kampania przyniosła krajowi ogromne zniszczenia i tysiące ofiar. Maszerując przez dolinę Maruszy, Turcy grabili i pustoszyli wioski i miasta zamieszkałe przez Węgrów, Rumunów i Sasów siedmiogrodzkich. Zdobyto i splądrowano m.in. przyszłą stolicę Siedmiogrodu Gyulafehérvár. Niepowodzeniem zakończyło się jednakże oblężenie Sybina i Braszowa, wobec czego Turcy poprzestali na splądrowaniu przedmieść obu miast. Następnie z pomocą siedmiogrodzkiego księcia Włada, który poprowadził wojska tureckie, zajęto miasta Szászsebes oraz Kelnek. Pojmanych tu jeńców poprowadzono do Adrianopola, po czym sprzedano na targu. Pod koniec roku 1438 obładowani łupami Turcy wycofali się z Siedmiogrodu.
Źródło
- Matei Cazacu: Drakula, Państwowy Instytut Wydawniczy. Warszawa 2007.